# Roman Ostrowski
Roman Ostrowski pseud. Wicher (ur. ?, zm. 17 września 1946) – podporucznik Armii Krajowej i Zrzeszenia Wolność i Niezawisłość, dowódca Kedywu Obwodu Wysokie Mazowieckie AK, dowódca oddziału partyzanckiego zgrupowania Kazimierza Kamieńskiego.

## Życiorys
Roman Ostrowski był uczestnikiem kampanii wrześniowej 1939 roku, później był dowódcą oddziału ZWZ-AK. W 1944 roku, w ostatnim półroczu okupacji niemieckiej, był dowódcą obwodowego Kedywu w powiecie wysokomazowieckim (będąc następcą pchor. Zygmunta Stokowskiego „Oliwy”, ppor. Witolda Zboromirskiego „Haka” i pchor. Eugeniusza Szepietowskiego „Dłuta”). W jego oddziale służył w 1944 roku m.in. Tadeusz Wojno „Raszyn”.
W listopadzie 1944 roku Kazimierzowi Kamieńskiemu „Huzarowi” powierzono funkcję dowódcy samoobrony (pionu akcji czynnej obwodu). Pełnił ją także później, w okresie istnienia AKO, a następnie w Zrzeszeniu „WiN”. Komendant obwodu przekazał mu 5 ludzi. Po 5 miesiącach „Huzar” dysponował oddziałem 75 żołnierzy, podzielonych na 4 patrole. Jednym z patroli dowodził Roman Ostrowski.
Z końcem zimy 1945 roku Roman Ostrowski dowodził patrolem partyzanckim (w sile 1 + 12) 4 batalionu terenowego Czyżew, jednym z 6 pododdziałów zgrupowania „Huzara”, które w 1947 roku weszło w skład 6 Wileńskiej Brygady.
Roman Ostrowski poległ w walce 17 września 1946 roku.

## Order
Postanowieniem prezydenta RP Lecha Kaczyńskiego z 9 listopada 2007 roku „za wybitne zasługi dla niepodległości Rzeczypospolitej Polskiej” Roman Ostrowski został pośmiertnie odznaczony Krzyżem Komandorskim z Gwiazdą Orderu Odrodzenia Polski, a przekazanie orderu rodzinie odbyło się 11 listopada tego samego roku w czasie uroczystości z okazji Narodowego Święta Niepodległości.